# Abbaye du Saint-Esprit de Mvimwa
Pour les articles homonymes, voir Saint-Esprit (homonymie) et Abbaye du Saint-Esprit.
L'abbaye du Saint-Esprit de Mvimwa est une abbaye de la congrégation des bénédictins missionnaires de Sainte-Odile, fondée en 1979 et située à 60 km au nord-ouest de la ville de Sumbawanga en Tanzanie. 
En 2011, elle compte 59 moines.